# Raphaël Burtin
Pour les articles homonymes, voir Burtin.
Raphaël Burtin, né le 9 février 1977 à Bonneville, est un skieur alpin français. Il participe aux Jeux olympiques d'hiver de 2006 à Turin (Italie) dans l'épreuve du Slalom géant.

## Palmarès

### Coupe du monde
- Meilleur classement au général : 64e en 2006
- Meilleur classement de slalom : 20e en 2006
- Meilleure performance sur des épreuves de Coupe du monde : 9e

### Championnats de France
- Double Champion de France de Descente en 1999 et 2000
- Vice-Champion de France de Descente en 2004

## Vie privée
Son frère Nicolas est également un skieur alpin, qui a notamment gagné la descente de Kvitfjell en 1998.